# Ґодзілла проти Спейсґодзілли
«Ґодзілла проти Спейсґодзілли» (яп. ゴジラVSスペースゴジラ, ґодзіра тай супе: соґодзіра) — японський фантастичний кайдзю-фільм, сиквел фільму «Ґодзілла проти Мехаґодзілли II». Це двадцять перший фільм про гігантського динозавра Ґодзіллу, другий за участю його сина Малюка Ґодзілли, сьомий про метелика Мотру, а також другий, де з'являється гігантський робот МОГЕРА. Це єдиний фільм про Ґодзіллу, режисером якого був Кенсьо Ямасіта. У японському кінопрокаті фільм вийшов 10 грудня 1994 року. Фільм ознаменував собою 40-річчя всієї франшизи, а також 10-річчя фільмів про Ґодзіллу епохи Хейсей.

## Сюжет
У космосі клітини Ґодзілли, занесені туди Мотрою або Біолланте, мутують, і з'являється Спейсґодзілла, який наближається до Землі. Тим часом в Японії завершилося будівництво робота МОГЕРА, метою якого є захист Японії від Ґодзілли. Паралельно з цим існує і проєкт «Т» («Телепатія»), до якого залучена екстрасенс Мікі Саегуса. Для здійснення проєкту на острів Баас, де мешкають Ґодзілла та Малюк Ґодзілла, відправляються Кодзі Сіндзьо та Кійосі Сато. На острові вони зустрічають відставного майора Юкі, який диве на острові та хоче знищити Ґодзіллу. На острів прилітають Мікі Саегуса, доктор Гондо та доктор Окубо. Незабаром з'являються Ґодзілла та Малюк Ґодзілла. Юкі не вдається вбити Ґодзіллу, зате Кодзі та Кійосі вдається начепити на Ґодзіллу телепатичний пристрій. Мікі дає Ґодзіллі команду пройти по берегу, і той виконує її. До Землі наближається Спейсґодзілла. Влада Японії посилає робота МОГЕРА у космос, щоб той зупинив Спейсґодзіллу, але останній пошкоджує його і приземляється на острові Баас. Спейсґодзілла нападає на Малюка, але Ґодзілла нападає на нього. Спейсґодзілла відлітає до Японії, а доктор Окубо викрадає Мікі, яка не схвалює проєкт «Т». Юкі, Кодзі та Кійосі звільняють Мікі та прибувають і Японії, де всіх трьох призначають пілотами робота МОГЕРА. Спейсґодзілла приземляється біля вежі Фукуока, а Ґодзілла з'являється в Кагосіма. Юкі розвертає робота МОГЕРА, оскільки хоче спершу вбити Ґодзіллу, але Кодзі вдаряє його по голові, і направляє робота до вежі, оскільки Спейсґодзілла черпає з неї енергію. З'являється Ґодзілла і починається битва. Юкі, Кодзі та Кійосі розділяють робота МОГЕРА на два самостійних пристрої. За допомогою одного з них Кодзі й Кійосі руйнують вежу Фукуока. Дві частини робота знову з'єднуються в одну. Кодзі і Кійосі покидають робота, а Ґодзілла та МОГЕРА, якою керує Юкі добивають Спейсґодзіллу. Кодзі, Кійосі, Юкі, Мікі та Гондо спостерігають за тим, як Ґодзілла відходить в океан. Мікі за допомогою телепатії знімає з Ґодзілли телепатичний пристрій. З'являються феї Космос, і дякують їй за все, що вона зробила. Юкі і Кодзі заявляють, що більше не будуть переслідувати Ґодзіллу, оскільки він «хороший хлопець».

## Кайдзю
- Ґодзілла
- Спейсґодзілла
- МОГЕРА
- Малюк Ґодзілла
- Мотра
- Біолланте

## У ролях
- Дзюн Хасідзуме — пілот Кодзі Сіндзьо
- Мегумі Одака — Мікі Саегуса
- Дзенкіті Йомеяма — пілот Кійосі Сато
- Акіра Емото — майор Акіра Юкі
- Товако Йосікава — доктор Гондо
- Йосуке Саіто — доктор Окубо
- Кендзі Сахара — міністр Такаюкі Сегава
- Акіра Накао — генерал Такакі Асо
- Коіті Уеда — Хьодо
- Рональд Хоер — професор Александр Маммілов
- Кейко Імамура та Саяка Осава — феї Космос
- Кемпатіро Сацума — Ґодзілла
- Рьо Харія — Спейсґодзілла
- Ватарю Фукуда — МОГЕРА
- Літтл Франкі — Малюк Ґодзілла

## Касові збори
На момент виходу це був чи не найкасовіший з усіх фільмів про Ґодзіллу. При бюджеті 1 млрд ¥ (10,3 млн $) збори склали 1,650 млрд ¥ (20 млн $).

## Зйомки
Зйомки фільму розпочалися 4 січня і закінчилися 15 серпня 1994 року.
Спочатку у фільмі повинен був фігурувати Мехаґодзілла з попереднього фільму, проте він був замінений роботом МОГЕРА, який до цього з'являвся тільки у фільмі «Містеріани» 1957 року. Це останній фільм, в якому Ватарю Фукуда зображував кайдзю.